# Zlín Z-XIII
Zlín Z-XIII byl československý celodřevěný jednomístný dolnoplošník z druhé poloviny 30. let 20. století. Jeho vývoj byl předčasně ukončen a vyroben byl pouze jeden prototyp. Ten nyní vlastní Národní technické muzeum v Praze.

## Vývoj a popis letounu
Nejúspěšnějším letadlem Baťovy zlínské letecké továrny byl sériově vyráběný model Z-XII. Po něm měl být vyráběn rychlý kurýrní letoun Z-XIII. Jeho konstrukcí byl opět pověřen konstruktér Jaroslav Lonek. Byl vyvinut jednak jako rychlý cestovní pro soutěže a také jako kurýrní letoun pro rychlé spojení manažerů a přepravu zásilek společnosti Baťa. Prototyp létal s imatrikulací OK-TBZ od 9.8.1937.
Letoun s motorem Walter Major 4 o výkonu 88/96 kW (120/130 k) a francouzskou stavitelnou vrtulí Ratier byl zalétán na jaře 1937 šéfpilotem Švábem a později s ním létal zkušební pilot mjr. Ján Ambruš. Základní model byl jednomístný, kde pilotní prostor byl posunut za těžiště letounu a v těžišti letadla nad křídlem byl prostor pro přepravovaný náklad. Tato konstrukce mohla být později alternativně měněna, kdy jednoduchou výměnou krytů šlo letoun upravit na dvousedadlový.

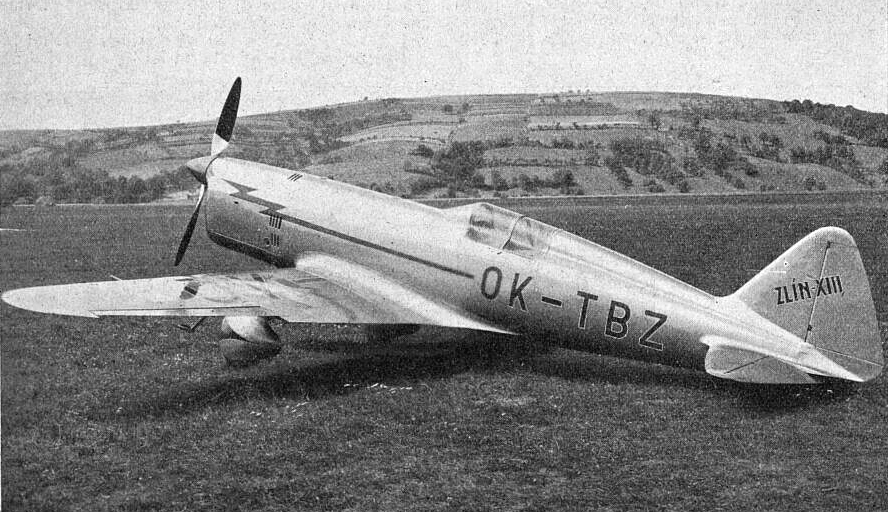
Zlín Z-XIII, prototyp (1937)

Letoun měl celodřevěnou konstrukci včetně kormidel. Křídla s lichoběžníkovým půdorysem a se zakulaceným okrajem byla dřevěná, dvoupodélníková a dýhovaná. Jako první civilní letadlo v Československu dostal Zlín XIII vztlakové klapky. Dřevěný trup byl eliptického tvaru o značné hloubce s klenutím pro výhled pilota z kokpitu. Pevný podvozek s aerodynamickými kryty vidlic a brzděných kol byl odpérován spirálovou pružinou. Stabilní ostruha byla zachycena na posledních dvou přepážkách trupu. 
Na první přepážce s protipožární stěnou odpředu bylo kloubově uchyceno motorové lože z Mannesmannových trubek. Motor Walter Major 4 byl uložen ve čtyřech gumových závěsech. Olejová nádrž byla umístěna pod motorem, benzínové nádrže v trupu letadla.
Letoun vyžadoval dobré letiště s dostatečně dlouhou rozjezdovou dráhou pro tehdy vysokou přistávací rychlost 140 km/h a pro vysoké plošné zatížení na něm mohli létat jen velmi zkušení piloti.

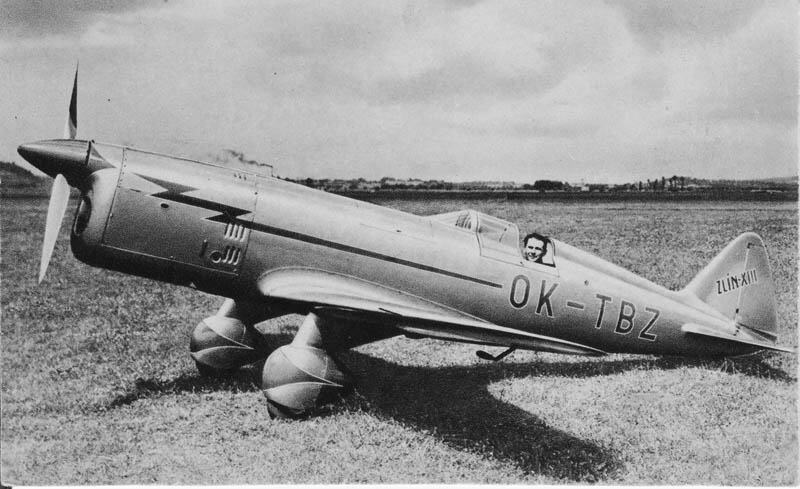
Zlín Z-XIII a Ján Ambruš (1937)

## Operační nasazení
Letoun překvapoval vysokými výkony i svým moderním vzhledem. Prototyp pilotovaný mjr. Jánem Ambrušem se měl v srpnu 1937 zúčastnit závodu Circuit de l'Est, který uspořádaly tři francouzské aerokluby jako Grand prix de l'Aero-club de France. Propozice závodu byly pro tento letoun příznivé, a proto se Zlínská letecká společnost rozhodla závod tímto letounem obeslat. Letoun dosahoval rychlosti až 350 km/h, což dávalo dobré předpoklady pro úspěch v závodě. Pro technické potíže a povětrnostní překážky však přiletěl J. Ambruš na místo určení, letiště Vittel u Épinalu, po stanovené době (12. srpna do 12 hodin) a k vlastnímu závodu nebyl připuštěn. Předvedl alespoň tento letoun nejenom v místě konání závodu, ale i v Paříži (Aero-club Rolland Garros) a ve Štrasburku.
Po německé okupaci byl s letounem Zlín Z-XIII plánován úlet do Království Jugoslávie a pilotem měl být později úspěšný bombardovací pilot Alois Šiška. Těsně před plánovaným startem letounu z akce pro podezření z vyzrazení sešlo. Podle jiné verze byl v den akce gestapem zatknut hangármistr, a proto z celého plánu sešlo.

## Jediný prototyp a replika

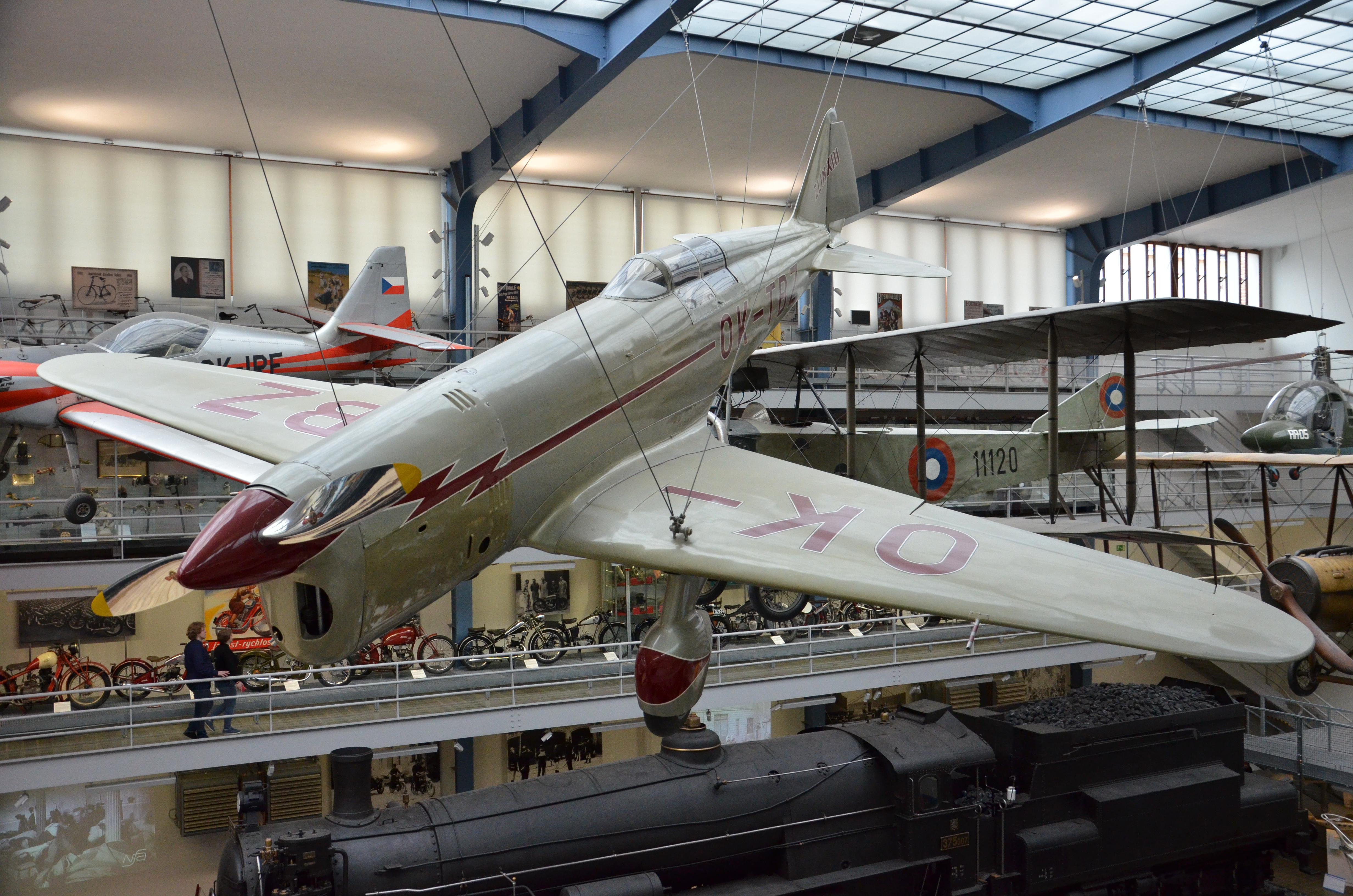
V dopravní hale NTM v Praze

Druhou světovou válku prototyp přečkal ukrytý v hangáru, kde jej zamaskovali Baťovi technici. Přitom na něj pro jistotu namalovali i hákové kříže. Po válce byl tento jediný prototyp předán do sbírek Národního technického muzea v Praze. V letech 1989–1990 byl renovován a umístěn v stálé expozici v dopravní hale.
V roce 2007 zahájila společnost „Historická letka republiky Československé“ stavbu věrné repliky letounu Zlín-XIII. Replika by měla být věnována památce tří lidí: konstruktéru Jaroslavu Lonkovi, donátorovi projektu Janu Antonínu Baťovi a pilotu Jánu Ambrušovi. Realizace projektu však nebyla dokončena.

## Specifikace
Údaje dle

### Technické údaje
- Posádka: 1 až 2
- Rozpětí: 7,0 m
- Délka: 6,8 m
- Výška: 1,80 m
- Nosná plocha: 7 m²
- Hmotnost prázdného letounu: 460 kg
- Hmotnost: 635 kg
- Motor: řadový vzduchem chlazený invertní motor Walter Major 4
- Vrtule: dvoulistá, kovová, za letu stavitelná typu Ratier

### Výkony
- Maximální rychlost: 300-350 km/h
- Cestovní rychlost: 280 km/h
- Přistávací rychlost bez klapek: 140 km/h
- Přistávací rychlost s klapkami: 100 km/h
- Stoupání do 1 km: za 3 min 15 s
- Dostup: 6000 m
- Dolet: 700 km